# Урасенке

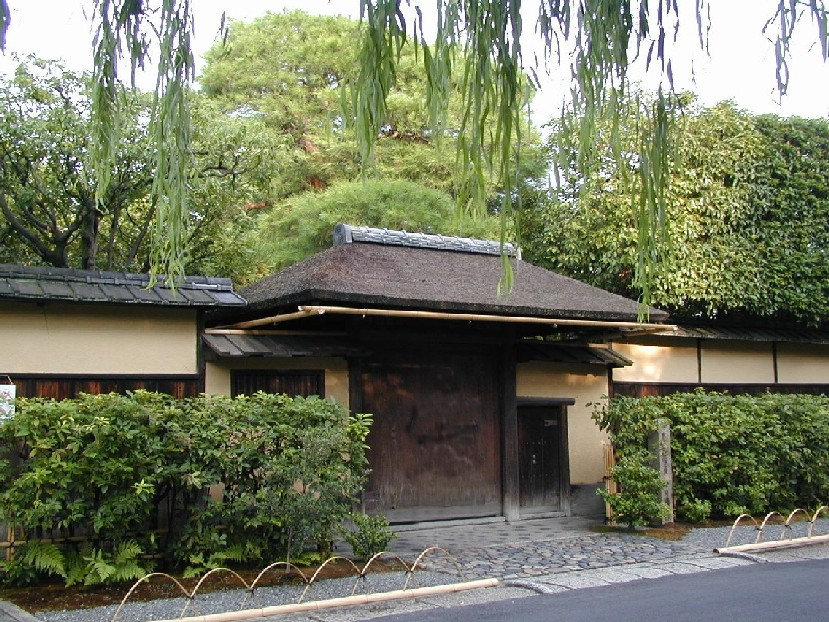
Ворота Кабутомон в історичний маєток Урасенке Коннітіан у Кіото.

Урасенке (яп. 表千家, досл. «задній дім Сен») — одна з трьох шкіл японської чайної церемонії. Разом із Омотесенке і Мушякоджісенке є однією з трьох гілок дому Сен, який походить від Сен-но Рікю, сукупно відомих як Сансенке, або «три доми Сен» (яп. 三千家).
Назва «Урасенке» виникло через розташування садиби цієї гілки сім'ї стосовно того, що спочатку було переднім будинком (омоте) маєтку Сен. Це також стосується й назви «Омотесенке», яка буквально означає «передній дім Сен». Назва «Мушякоджісенке», іншої з трьох гілок дому, походить від того, що садиба дому розташовувалася на вулиці Мусякоджі.

## Історія
Три доми Сен походять від нащадків Сен-но Рікю, що жив у період Адзуті-Момояма і є історично найважливішою фігурою в японській чайній церемонії.
Рідним містом Рікю був Сакаї у провінції Ідзумі (нині префектура Осака). Але коли його діяльність зосередилася в Кіото, він тримав будинок там. Також у нього був зять, Сен-но Сьоан, який був одружений з його дочкою Окаме; Рікю переїхав із Сакаї в Кіото, залишивши свого сина Сен-но-Доана піклуватися про сімейний будинок і справи в Сакаї. Звідси пішли дві гілки дому Сен (Сенке), звані Сакаї-Сенке (酒井千家) і Кьо-Сенке (京千家).
Кьо-Сенке, очолюваний Сен-но Сьоаном, в результаті оселилися в будинку на вулиці Огава, поруч із храмом Хомподзі; будинок і маєток — це початковий маєток Сен в Кіото. По смерті Рікю, і Сен-но Доан з Сакаї-Сенке, і Сен-но Соан з Кьо-Сенке, неминуче потрапили в немилість Тойотомі Хідейосі, який став причиною самоспалення Ріцю, також ризикували втратити свої життя, чому й ховалися, щоб захистити свої доми та сім'ї. Однак через кілька місяців вони обидва змогли повернутися додому.
Зрештою, Сен-но Доан, повернувшись до Сакаї, не залишив наступників, які могли б продовжити гілку Сакаї-Сенке. З іншого боку, Сен-но Сеан, коли повертався додому в Кіото, вже мав сина Сен-но Сотана від дружини Окаме, який змінив його на посаді глави Кьо-Сенке.

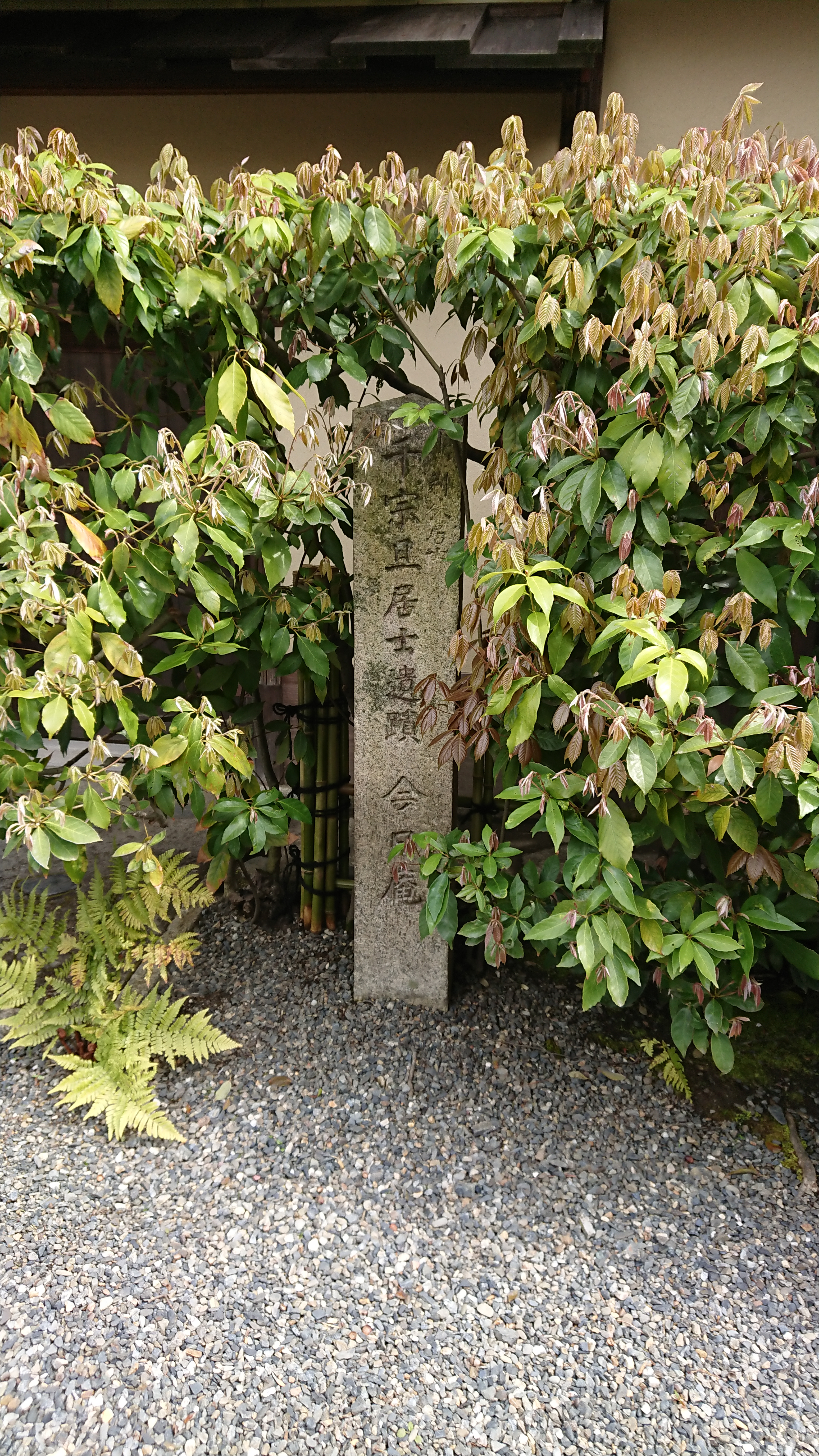
Стела біля воріт Кабутомон в історичному маєтку Урасенке, що позначає місце садиби Коннітіан Сен-но Сотана.

У Сотана було п'ятеро нащадків: двоє старших, Кано Сосецу (пом. 1652) та Ітіо Сосю (1605—1676), були його синами, народженими його першою дружиною Окаме. Після її смерті Сотан знову одружився; друга його дружина народила двох синів — Косіна Соса (1613—1672) і Сенсо Сосіцу (1622—1697) — і дочку Куре. Перший і другий його сини, Кано Сосецу та Ітіо Сосю, ще юними стали жити самостійно, а четвертий син, Сенсо Сосіцу, також залишив дім юнаком, щоб учитися в місцевого лікаря Нома Гентаку. Але 1645 року Сенсо повернувся додому через передчасну смерть Гентаку, а після, за підтримки свого батька Сотана, вивчився на знавця тяною, як і його старший брат Косін Соса, спадкоємець дому.